# Lycocerus suturellus
Lycocerus suturellus es una especie de coleóptero de la familia Cantharidae. La especie fue descrita científicamente por Victor Ivanovitsch Motschulsky en 1860. En 2007 Yûichi Okushima propuso que la especie fuera reclasificada en el género Athemus.

## Subespecies
- Lycocerus suturellus izuensis (Okushima y Satô, 2000)

= Athemus izuensis Okushima y Satô, 2000
- Lycocerus suturellus luteipennis Kiesenwetter, 1874
- Lycocerus suturellus suturellus Motschulsky, 1860